# Брузапорто
Брузапорто (итал. Brusaporto) је насеље у Италији у округу Бергамо, региону Ломбардија.
Према процени из 2011. у насељу је живело 5182 становника. Насеље се налази на надморској висини од 234 м.

## Становништво
| 1936. | 1951. | 1961. | 1971. | 1981. | 1991. | 2001. | 2011. |
| ----- | ----- | ----- | ----- | ----- | ----- | ----- | ----- |
| 1.162 | 1.383 | 1.337 | 1.554 | 2.359 | 3.155 | 4.168 | 5.393 |